# Tina Križan
Tina Križan (Maribor, 18 de marzo de 1974) es una ex tenista eslovena. 

## Carrera
Križan comenzó a jugar tenis a la edad de siete años. En su carrera, ganó seis títulos dobles de la WTA, cuatro de ellos junto a su compatriota Katarina Srebotnik. En 2002 logró su mejor posición con el puesto 19 del doble ranking mundial.
Como miembro del equipo olímpico, Križan jugó para Eslovenia en los Juegos Olímpicos de 1992 en Barcelona, 2000 en Sídney y 2004 en Atenas.
Ganó 42 de sus 72 juegos para el equipo esloveno de la Fed Cup, que jugó entre 1992 y 2005. En 2007, Tina Križan terminó su carrera en el tenis.

## Victorias en torneos

### Individual
| No      | Fecha                 | Torneo    | Categoría    | Superficie      | Oponente final | Resultado  |
| ------- | --------------------- | --------- | ------------ | --------------- | -------------- | ---------- |
| Primero | 13 de febrero de 2000 | Ljubljana | ITF $ 25,000 | Alfombra (hall) | Deutschland    | 6: 2, 6: 3 |

### Dobles
| No      | Fecha                    | Torneo         | Categoría   | Superficie  | Pareja             | Oponentes finales                           | Resultado                         |
| ------- | ------------------------ | -------------- | ----------- | ----------- | ------------------ | ------------------------------------------- | --------------------------------- |
| Primero | 7 de octubre de 1995     | WTA Surabaya   | WTA Tier IV | Cancha dura | Niederlande        | Nana Smith Estados Unidos                   | 2: 6, 6: 4, 6: 1                  |
| 2.º     | 18 de abril de 1998      | WTA Makarska   | WTA Tier IV | Arena       | Katarina Srebotnik | Jewgenija Borissowna Kulikowskaja · Austria | 7: 6, 6: 1                        |
| 3.º     | 17 de julio de 1999      | Italia         | WTA Tier IV | Arena       | Katarina Srebotnik | Åsa Svensson · Canadá                       | 4: 6, 6: 3, 6: 0                  |
| 4.º     | 15 de abril de 2000      | WTA Oeiras     | WTA Tier IV | Arena       | Katarina Srebotnik | Niederlande · Cristina Torrens Valero       | 6: 0, 7: 6 <sup id="mwiA">9</sup> |
| 5.º     | 15 de septiembre de 2001 | Estados Unidos | WTA Tier IV | Cancha dura | Katarina Srebotnik | Bélgica Australia                           | 6: 2, 6: 3                        |
| 6.º     | 15 de enero de 2005      | Australia      | WTA Tier V  | Cancha dura | Italia             | Tschechien Tschechien                       | 7: 5, 1: 6, 6: 4                  |

## Enlaces web
- Perfil oficial de la WTA para Tina Krizan (en inglés)
- Perfil oficial de la ITF para 20002905 (en inglés)
- Perfil oficial de la Copa Billie Jean King para Tina Križan (archivado)

- Datos: Q542412